# Liste des chefs du gouvernement de Yougoslavie
Le chef du gouvernement de Yougoslavie, officiellement dénommé Premier ministre de Yougoslative jusqu'en 1953, puis président du Conseil exécutif fédéral de Yougoslavie à partir de cette date, est le chef du gouvernement de l'État yougoslave depuis la création du royaume des Serbes, Croates et Slovènes en 1918 jusqu'à la fin de la république fédérative socialiste de Yougoslavie en 1992.
Cet article dresse la liste des différentes personnalités ayant occupé ce poste durant cette période.

## Royaume de Yougoslavie
Le royaume des Serbes, Croates et Slovènes fut créé lors de l'unification du royaume de Serbie et de l'État des Slovènes, Croates et Serbes le 1er décembre 1918. Il fut renommé royaume de Yougoslavie le 3 octobre 1929. La Yougoslavie est défaite et occupée à la suite de l'invasion allemande le 17 avril 1941. La monarchie est officiellement abolie le 29 novembre 1945. En 1945 il restait dix anciens Premiers ministres encore en vie. Parmi eux, Nikola Uzunović, Dušan Simović, Miloš Trifunović et Ivan Šubašić vivaient dans la république fédérale de Yougoslavie alors que Petar Živković, Bogoljub Jevtić, Milan Stojadinović, Dragiša Cvetković, Slobodan Jovanović et Božidar Purić étaient en exil.
Légende sur les partis politiques:
- Parti national yougoslave
- Parti radical populaire
- Union radicale yougoslave
- Parti paysan croate
- Parti démocrate
- Parti populaire slovène
- Parti communiste de Yougoslavie
- Sans étiquette

| N°                           | Chef du gouvernement | Chef du gouvernement   | Naissance/Décès | Ethnie  | Début du mandat   | Fin du mandat    | Parti                                             | Note |
| ---------------------------- | -------------------- | ---------------------- | --------------- | ------- | ----------------- | ---------------- | ------------------------------------------------- | --- |
| Premiers ministres 1918-1944 |                      |                        |                 |         |                   |                  |                                                   | |
| 1                            | Nikola Pašić         | Nikola Pašić (intérim) | 1845–1926       | Serbe   | 1er décembre 1918 | 22 décembre 1918 | Parti radical populaire                           | Dernier Premier ministre de Serbie. |
| 2                            |                      | Stojan Protić          | 1857–1923       | Serbe   | 22 décembre 1918  | 16 août 1919     | Parti radical populaire                           | 1er Premier ministre du royaume des Serbes, Croates et Slovènes (qui sera renommé "royaume de Yougoslavie"). |
| 3                            |                      | Ljubomir Davidović     | 1863–1940       | Serbe   | 16 août 1919      | 19 février 1920  | Parti démocrate                                   | |
| 4                            |                      | Stojan Protić          | 1857–1923       | Serbe   | 19 février 1920   | 16 mai 1920      | Parti radical populaire                           | |
| 5                            | Milenko Vesnić       | Milenko Vesnić         | 1863–1921       | Serbe   | 16 mai 1920       | 1er janvier 1921 | Parti radical populaire                           | |
| 6                            | Nikola Pašić         | Nikola Pašić           | 1845–1926       | Serbe   | 1er janvier 1921  | 28 juillet 1924  | Parti radical populaire                           | Deuxième mandat. Constitution de Vidovdan adoptée le 28 juin 1921. |
| 7                            |                      | Ljubomir Davidović     | 1863–1940       | Serbe   | 28 juillet 1924   | 6 novembre 1924  | Parti démocrate                                   | Deuxième mandat |
| 8                            | Nikola Pašić         | Nikola Pašić           | 1845–1926       | Serbe   | 6 novembre 1924   | 8 avril 1926     | Parti radical populaire                           | Troisième mandat |
| 9                            |                      | Nikola Uzunović        | 1873–1954       | Serbe   | 8 avril 1926      | 17 avril 1927    | Parti radical populaire                           | |
| 10                           |                      | Velimir Vukićević      | 1871–1930       | Serbe   | 17 avril 1927     | 28 juillet 1928  | Parti radical populaire                           | |
| 11                           |                      | Anton Korošec          | 1872–1940       | Slovène | 28 juillet 1928   | 7 janvier 1929   | Parti populaire slovène                           | |
| 12                           |                      | Petar Živković         | 1879–1953       | Serbe   | 7 janvier 1929    | 4 avril 1932     | Démocratie radicale paysanne yougoslave           | Premier ministre du premier gouvernement autoritaire nommé par le roi Alexandre Ier pendant la Dictature du 6 janvier. Condamné à mort par contumace en 1946. |
| 13                           |                      | Vojislav Marinković    | 1876–1935       | Serbe   | 4 avril 1932      | 3 juillet 1932   | Démocratie radicale paysanne yougoslave           | Précédemment ancien membre (fondateur) du Parti démocrate. |
| 14                           |                      | Milan Srškić           | 1880–1937       | Serbe   | 3 juillet 1932    | 27 janvier 1934  | Démocratie radicale paysanne yougoslave           | |
| 15                           | Nikola Uzunović      | Nikola Uzunović        | 1873–1954       | Serbe   | 27 janvier 1934   | 22 décembre 1934 | Démocratie radicale paysanne yougoslave (renommé) | Le parti Démocratie radicale paysanne yougoslave est renommé en Parti national yougoslave. |
|                              | Nikola Uzunović      | Nikola Uzunović        | 1873–1954       | Serbe   | 27 janvier 1934   | 22 décembre 1934 | Parti national yougoslave (renommé)               | Le parti Démocratie radicale paysanne yougoslave est renommé en Parti national yougoslave. |
| 16                           | Bogoljub Jevtić      | Bogoljub Jevtić        | 1886–1960       | Serbe   | 22 décembre 1934  | 24 juin 1935     | Parti national yougoslave (jusqu'en 1935)         | |
|                              | Bogoljub Jevtić      | Bogoljub Jevtić        | 1886–1960       | Serbe   | 22 décembre 1934  | 24 juin 1935     | Union radicale yougoslave (depuis 1935)           | |
| 17                           |                      | Milan Stojadinović     | 1886–1961       | Serbe   | 24 juin 1935      | 5 février 1939   | Union radicale yougoslave                         | |
| 18                           |                      | Dragiša Cvetković      | 1893–1969       | Serbe   | 5 février 1939    | 27 mars 1941     | Union radicale yougoslave                         | Condamné par contumace en 1945. |
| 19                           |                      | Dušan Simović          | 1882–1962       | Serbe   | 27 mars 1941      | 12 janvier 1942  | Aucun                                             | Chef d'état-major de l'armée royale yougoslave. Prend le pouvoir par un coup d'État militaire. À la suite de l'invasion allemande, il dirigea le gouvernement en exil depuis Londres.                                                                                    |
| 20                           |                      | Slobodan Jovanović     | 1869–1958       | Serbe   | 12 janvier 1942   | 26 juin 1943     | Aucun                                             | Dirige le gouvernement en exil. Reconnu coupable de trahison par contumace en 1946. |
| 21                           |                      | Miloš Trifunović       | 1871–1957       | Serbe   | 26 juin 1943      | 10 août 1943     | Parti radical populaire                           | Dirige le gouvernement en exil. |
| 22                           | Božidar Purić        | Božidar Purić          | 1891–1977       | Serbe   | 10 août 1943      | 8 juillet 1944   | Aucun                                             | Dirige le gouvernement en exil. À partir du 29 novembre 1943, se trouve en concurrence avec Josip Broz Tito, premier ministre du Comité national de libération de la Yougoslavie (NKOJ) proclamé par les Partisans en Yougoslavie occupée Condamné par contumace en 1946 |
| 23                           | Josip Broz Tito      | Josip Broz Tito        | 1892–1980       | Croate  | 29 novembre 1943  | 6 mars 1945      | Parti communiste de Yougoslavie                   | Chef des Partisans, il dirige le Comité national de libération de la Yougoslavie, proclamé par le Conseil antifasciste de libération nationale de Yougoslavie et qui se présente comme le seul gouvernement légitime, défiant le gouvernement royal en exil.             |
| 24                           |                      | Ivan Šubašić           | 1892–1955       | Croate  | 8 juillet 1944    | 2 novembre 1944  | Parti paysan croate                               | Dirige le gouvernement en exil, tandis que Josip Broz Tito demeure chef du Comité national de libération. Le 7 mars 1945, les deux gouvernements sont remplacés par un gouvernement de coalition, présidé par Josip Broz Tito.,                                          |

## République fédérative socialiste de Yougoslavie

Blason du président du Conseil exécutif fédéral.

Après l'invasion allemande et le morcellement du royaume de Yougoslavie, la résistance des Partisans au sein de la Yougoslavie occupée forma alors un conseil de délibération, le Conseil antifasciste de libération nationale de Yougoslavie (AVNOJ) en 1942. Le 29 novembre 1943, le AVNOJ proclama la « Yougoslavie démocratique et fédérale » et créa le Comité national de libération de la Yougoslavie (NKOJ), dirigé par le Premier ministre Josip Broz Tito. Tito fut rapidement reconnu par les Alliés à la conférence de Téhéran, et le gouvernement royaliste en exil à Londres fut l'objet de pressions afin d'accepter une fusion avec le NKOJ. Pour faciliter cela, Ivan Šubašić fut nommé par le roi pour prendre la tête du gouvernement de Londres.
Pendant un temps, la Yougoslavie eut deux Premiers ministres et gouvernements reconnus (qui étaient tous deux d'accord pour fusionner le plus rapidement possible) : Josip Broz Tito dirigeant le NKOJ dans la Yougoslavie occupée, et Ivan Šubašić dirigeant le gouvernement du roi en exil à Londres. À la suite de l'accord Tito-Šubašić (en) de 1944, les deux Premiers ministres tombèrent d'accord pour que Tito dirige le gouvernement d'union. À la suite de la libération de Belgrade, la capitale yougoslave, en novembre 1944, un nouvel accord fut trouvé et le gouvernement d'union fut officiellement formé en mars 1945, avec pour Premier ministre Josip Broz Tito.
Après-guerre, des élections furent organisées : empêchés de faire campagne, les partis non communistes retirèrent leurs candidats, laissant le Front populaire, la coalition des communistes, seule en lice. Le nouveau parlement déposa le roi Pierre II le 29 novembre 1945, et déclara la république populaire fédérative de Yougoslavie (en 1963, l'État fut renommé république fédérative socialiste de Yougoslavie). Le gouvernement fut d'abord dirigé par un Premier ministre jusqu'au 14 janvier 1953, quand d'importantes réformes de décentralisation réorganisèrent le gouvernement en Conseil exécutif fédéral dirigé par un président. Josip Broz Tito occupa ce poste de 1943 à 1963.
Cinq des neuf chefs du gouvernement de Yougoslavie pendant cette période étaient d'ethnie croate. Trois étaient de Croatie même (Josip Broz Tito, Mika Špiljak, et Milka Planinc), tandis que les deux autres étaient des Croates de Bosnie-Herzégovine (Branko Mikulić et Ante Marković). Ante Marković cependant, même s'il était Croate de Bosnie-Herzégovine de naissance, était un politicien de Croatie comme Špiljak et Planinc, et siégea (à différentes reprises) comme Premier ministre et président de la Présidence (en) de cette unité fédérale.
Légende sur les partis politiques:
- Ligue des communistes de Yougoslavie
- Parti socialiste de Serbie
- Union des forces de réforme (en)

| N°                                               | Chef du gouvernement                                   | Chef du gouvernement             | Naissance/Décès | Ethnie      | Période du mandat | Période du mandat | Parti                                                        | Note |
| ------------------------------------------------ | ------------------------------------------------------ | -------------------------------- | --------------- | ----------- | ----------------- | ----------------- | ------------------------------------------------------------ | --- |
| Premier ministre 1943-1953                       |                                                        |                                  |                 |             |                   |                   |                                                              | |
| 1 (24)                                           |                                                        | Josip Broz Tito                  | 1892–1980       | Croate      | 29 novembre 1943  | 14 janvier 1953   | Parti communiste de Yougoslavie (renommé en 1952)            | Poste tenu conjointement avec d'abord Božidar Purić, puis Ivan Šubašić jusqu'au 2 novembre 1944. Dirigea le gouvernement de coalition unifiée du 2 novembre 1944 - au 29 novembre 1945, puis confirmé par des élections. |
|                                                  | Ligue des communistes de Yougoslavie (renommé en 1952) | Josip Broz Tito                  | 1892–1980       | Croate      | 29 novembre 1943  | 14 janvier 1953   |                                                              | Poste tenu conjointement avec d'abord Božidar Purić, puis Ivan Šubašić jusqu'au 2 novembre 1944. Dirigea le gouvernement de coalition unifiée du 2 novembre 1944 - au 29 novembre 1945, puis confirmé par des élections. |
| Présidents du Conseil fédéral exécutif 1953-1992 |                                                        |                                  |                 |             |                   |                   |                                                              | |
| 1 (24)                                           |                                                        | Josip Broz Tito                  | 1892–1980       | Croate      | 14 janvier 1953   | 29 juin 1963      | Ligue des communistes de Yougoslavie                         | Le bureau du Premier ministre fut réorganisé en président du Conseil exécutif fédéral. Josip Broz Tito fut aussi président de Yougoslavie du 14 janvier 1953 jusqu'à sa mort en 1980.                                    |
| 2 (25)                                           |                                                        | Petar Stambolić                  | 1912–2007       | Serbe       | 29 juin 1963      | 16 mai 1967       | Ligue des communistes de Yougoslavie                         | |
| 3 (26)                                           |                                                        | Mika Špiljak                     | 1916–2007       | Croate      | 16 mai 1967       | 18 mai 1969       | Ligue des communistes de Yougoslavie                         | |
| 4 (27)                                           |                                                        | Mitja Ribičič                    | 1919–2013       | Slovène     | 18 mai 1969       | 30 juillet 1971   | Ligue des communistes de Yougoslavie                         | |
| 5 (28)                                           |                                                        | Džemal Bijedić                   | 1917–1977       | Bosniaque   | 30 juillet 1971   | 18 janvier 1977   | Ligue des communistes de Yougoslavie                         | Décédé pendant son mandat. |
| 6 (29)                                           |                                                        | Veselin Đuranović (deux mandats) | 1925–1997       | Monténégrin | 18 janvier 1977   | 16 mai 1982       | Ligue des communistes de Yougoslavie                         | |
| 7 (30)                                           |                                                        | Milka Planinc                    | 1924–2010       | Croate      | 16 mai 1982       | 15 mai 1986       | Ligue des communistes de Yougoslavie                         | |
| 8 (31)                                           |                                                        | Branko Mikulić                   | 1928–1995       | Croate      | 15 mai 1986       | 16 mars 1989      | Ligue des communistes de Yougoslavie                         | Démis le 30 décembre 1988, au milieu des protestations générales. |
| 9 (32)                                           |                                                        | Ante Marković                    | 1924–2011       | Croate      | 16 mars 1989      | 20 décembre 1991  | Ligue des communistes de Yougoslavie (jusqu'en janvier 1990) | Dernier Premier ministre de Yougoslavie. La pan-Yougoslave Ligue des communistes de Yougoslavie fut dissoute en janvier 1990, Marković forma son propre parti, l'Union des forces de réforme (en).                       |
|                                                  | Union des forces de réforme (en) (depuis janvier 1990) | Ante Marković                    | 1924–2011       | Croate      | 16 mars 1989      | 20 décembre 1991  |                                                              | Dernier Premier ministre de Yougoslavie. La pan-Yougoslave Ligue des communistes de Yougoslavie fut dissoute en janvier 1990, Marković forma son propre parti, l'Union des forces de réforme (en).                       |
| N/A                                              |                                                        | Aleksandar Mitrović (intérim)    | 1933–2012       | Serbe       | 20 décembre 1991  | 14 juillet 1992   | Parti socialiste de Serbie                                   | Occupait le rôle de Premier ministre. Installé par la Serbie et le Monténégro. |